# Маја Алексић
Маја Алексић (Ужице, 6. јун 1997) српска је одбојкашица. Игра на позицији блокера.
Учествовала је на Светском првенству 2018. године у Јапану где је са репрезентацијом освојила златну медаљу, прву у историји српске одбојке.
На Олимпијским играма у Токију 2020, освојила је бронзану медаљу, а Србија је победила Јужну Кореју у борби за бронзу.
Освојила је бронзану медаљу са Србијом у Лиги нација 2022. године, то је била прва медаља за српску женску одбојку у овом такмичењу. Била је део репрезентације Србије на Светском првенству 2022. године у Пољској и Холандији, на ком је са репрезентацијом изборила финале. У финалу је Србија победила Бразил максималним резултатом 3:0, и тако освојила златну медаљу.

## Успеси

### Репрезентативни
- Олимпијске игре: 2020. Јапан -  бронзана медаља
- Светско првенство: 2018. Јапан, 2022. Пољска/Холандија -  златна медаља
- Европско првенство: 2019. Турска -  златна медаља